# Nordic Cup
Der Nordic Cup ist ein jährlich stattfindendes Turnier für Frauenfußball-Nationalmannschaften. Da die UEFA für die betroffenen Altersklassen (U-16/U-17 bzw. U-20/U-21/U-23) keinen Wettbewerb ausrichtet, gelten die Nordic-Cup-Turniere als inoffizielle Junioren-Weltmeisterschaften.

## U-16-/U-17-Turnier

### Geschichte / Modus
Von 1988 bis 1997 war und ab 2008 ist der Nordic Cup die inoffizielle Frauen-Europameisterschaft der U-16-Nationalmannschaften. Von 1998 bis 2007 spielten die U-17-Nationalmannschaften diesen inoffiziellen Europameistertitel aus.
1988 fand das erste Turnier mit vier (skandinavischen) Mannschaften in Dänemark statt, bei dem jeder gegen jeden einmal zu spielen hatte. Norwegen gewann vor Schweden, Finnland und Dänemark.
1989 ergänzte eine Auswahl der Niederlande und eine aus dem Bundesland Hessen das Teilnehmerfeld aus dem Vorjahr; Norwegen gewann (abermals) vor Schweden, Dänemark, Niederlande, Hessen, Finnland.
1990 und ab 1997 wurde das Turnier in zwei Gruppen zu jeweils vier Mannschaften ausgetragen, wobei die jeweils Erstplatzierten das Finale bestritten. Die jeweils nachfolgend platzierten Mannschaften der jeweiligen Gruppen ermittelten die Sieger um die Plätze drei, fünf und sieben. Eine Auswahlmannschaft aus Deutschland gewann das Turnier 1998, 2001, 2005, 2008
Von 1991 bis 1996 wurde das Turnier mit sechs Mannschaften (einfache Punktrunde; wie 1989) abgehalten. Die jeweiligen Sieger waren die Auswahlmannschaften aus Schweden, Dänemark, Schweden, Finnland, Dänemark und den Niederlanden.

### Bislang durchgeführte Turniere
| Jahr | Ausrichter  | Sieger      | Ergebnis                    | Finalist    |
| ---- | ----------- | ----------- | --------------------------- | ----------- |
| 1988 | Dänemark    | Norwegen    | Kein Endspiel               | Schweden    |
| 1989 | Norwegen    | Norwegen    | Kein Endspiel               | Schweden    |
| 1990 | Schweden    | Norwegen    | 2 : 2 n. V. und 4 : 2 i. E. | Dänemark    |
| 1991 | Finnland    | Schweden    | Kein Endspiel               | Dänemark    |
| 1992 | Dänemark    | Dänemark    | Kein Endspiel               | Schweden    |
| 1993 | Niederlande | Schweden    | Kein Endspiel               | Dänemark    |
| 1994 | Island      | Finnland    | Kein Endspiel               | Schweden    |
| 1995 | Norwegen    | Dänemark    | Kein Endspiel               | Finnland    |
| 1996 | Finnland    | Niederlande | Kein Endspiel               | Norwegen    |
| 1997 | Schweden    | Norwegen    | 2 : 1                       | Dänemark    |
| 1998 | Dänemark    | Deutschland | 2 : 0                       | Norwegen    |
| 1999 | Niederlande | Dänemark    | 1 : 1 n. V. und 8 : 7 i. E. | Frankreich  |
| 2000 | Finnland    | Schweden    | 2 : 1                       | Deutschland |
| 2001 | Norwegen    | Deutschland | 1 : 0 n.GG                  | Schweden    |
| 2002 | Island      | Dänemark    | 3 : 2 n.GG                  | Schweden    |
| 2003 | Schweden    | Schweden    | 1 : 1 n. V. und 5 : 4 i. E. | Deutschland |
| 2004 | Dänemark    | Schweden    | 3 : 0                       | Frankreich  |
| 2005 | Norwegen    | Deutschland | 4 : 1                       | Norwegen    |
| 2006 | Finnland    | Schweden    | 2 : 1                       | Frankreich  |
| 2007 | Norwegen    | Frankreich  | 2 : 1                       | Schweden    |
| 2008 | Island      | Deutschland | 5 : 0                       | Frankreich  |
| 2009 | Schweden    | Schweden    | 2 : 1                       | Deutschland |
| 2010 | Dänemark    | USA         | 2 : 0                       | Deutschland |
| 2011 | Finnland    | Frankreich  | 2 : 0                       | Niederlande |
| 2012 | Norwegen    | Niederlande | 1 : 1 n. V. und 4 : 2 i. E. | Schweden    |
| 2013 | Island      | Deutschland | 3 : 0                       | Dänemark    |
| 2014 | Schweden    | Deutschland | 3 : 0                       | Schweden    |
| 2015 | Dänemark    | Niederlande | 2 : 0                       | Deutschland |
| 2016 | Norwegen    | Norwegen    | 3 : 1                       | Deutschland |
| 2017 | Finnland    | Norwegen    | 1 : 0                       | Frankreich  |
| 2018 | Norwegen    | Dänemark    | 4 : 3 n. V.                 | Schweden    |
| 2019 | Schweden    | Deutschland | 4 : 1                       | England     |

### Rangliste U-16-/U-17-Turnier
| Rang | Nation      | Sieger | Zweiter |
| ---- | ----------- | ------ | ------- |
| 1.   | Schweden    | 7      | 9       |
| 2.   | Deutschland | 7      | 4       |
| 3.   | Norwegen    | 6      | 3       |
| 4.   | Dänemark    | 5      | 5       |
| 5.   | Frankreich  | 2      | 4       |
| 6.   | Niederlande | 2      | 1       |
| 7.   | Finnland    | 1      | 1       |
| 8.   | USA         | 1      | 0       |

Seit 2001 nehmen folgende acht Nationen teil:
- Dänemark
- Deutschland
- Finnland
- Frankreich
- Island
- Niederlande
- Norwegen
- Schweden

An früheren Wettbewerben nahmen auch Färöer, Italien und Russland teil.

## U-20-/U-21-/U-23-Turnier

### Geschichte / Modus
Von 1990 bis 1997 fand das Turnier um den Nordic Cup für Frauen-Nationalmannschaften der Altersklasse U-20 statt. Schweden gewann das Turnier allein viermal (1990, 1991, 1993, 1994); Dänemark (1992), Deutschland (1995), Norwegen (1996) und die USA (1997) waren je einmal die anderen Gewinner.
Von 1998 bis 2006 war das Turnier der weiblichen Altersklasse U-21 vorbehalten. Die Auswahlmannschaft der USA gewann den Nordic Cup von 1999 bis 2005 siebenmal in Folge; erster Gewinner war die Auswahlmannschaft der Norweger, letzter Gewinner war die Auswahlmannschaft der Deutschen.
Seit 2007 spielen Auswahlmannschaften der Altersklasse U-23 den Nordic Cup aus. 2007 fand das Turnier in zwei Gruppen zu drei Mannschaften, 2008 in zwei Gruppen zu vier Mannschaften statt. 2009 ermittelten die Auswahlmannschaften aus Schweden, Deutschland, Norwegen und Finnland in einer einfachen Punktrunde den Sieger.
Die deutsche Auswahlmannschaft unterlag dreimal in Folge dem jeweiligen Sieger USA (2007 und 2008) und Schweden (2009).

### Bislang durchgeführte Turniere
| Jahr | Ausrichter  | Sieger      | Ergebnis      | Finalist    |
| ---- | ----------- | ----------- | ------------- | ----------- |
| 1990 | Schweden    | Schweden    | kein Endspiel | Norwegen    |
| 1991 | Niederlande | Schweden    | 3 : 1         | Dänemark    |
| 1992 | Norwegen    | Dänemark    | 3 : 2         | Norwegen    |
| 1993 | Dänemark    | Schweden    | 3 : 1         | Norwegen    |
| 1994 | Deutschland | Schweden    | 5 : 1         | Deutschland |
| 1995 | Finnland    | Deutschland | 4 : 1 n. V.   | Finnland    |
| 1996 | Schweden    | Norwegen    | 1 : 0         | Dänemark    |
| 1997 | Dänemark    | USA         | 1 : 0 n.GG    | Norwegen    |
| 1998 | Niederlande | Norwegen    | 2 : 1         | USA         |
| 1999 | Island      | USA         | 2 : 1 n.GG    | Norwegen    |
| 2000 | Deutschland | USA         | 1 : 0         | Deutschland |
| 2001 | Norwegen    | USA         | 6 : 1         | Schweden    |
| 2002 | Finnland    | USA         | 3 : 1         | Deutschland |
| 2003 | Dänemark    | USA         | 2 : 1         | Schweden    |
| 2004 | Island      | USA         | 3 : 0         | Schweden    |
| 2005 | Schweden    | USA         | 4 : 1         | Norwegen    |
| 2006 | Norwegen    | Deutschland | 2 : 0         | USA         |
| 2007 | Finnland    | USA         | 4 : 0         | Deutschland |
| 2008 | Schweden    | USA         | 3 : 0         | Deutschland |
| 2009 | Norwegen    | Schweden    | kein Endspiel | Deutschland |

### Rangliste U-23-Turnier
| Rang | Nation      | Sieger | Zweiter |
| ---- | ----------- | ------ | ------- |
| 1.   | USA         | 10     | 2       |
| 2.   | Schweden    | 5      | 3       |
| 3.   | Norwegen    | 2      | 6       |
| 3.   | Deutschland | 2      | 6       |
| 5.   | Dänemark    | 1      | 2       |
| 6.   | Finnland    | 0      | 1       |

Seit 2007 nehmen folgende sechs Nationen teil:
- Deutschland
- England
- Finnland
- Norwegen
- Schweden
- USA

An früheren Wettbewerben nahmen auch Australien, Dänemark, Frankreich, Griechenland, Kanada und die Schweiz, 2008 auch Schottland und die Schweiz teil.